# Quang Lý
NSƯT Quang Lý (5 tháng 4 năm 1949 – 1 tháng 12 năm 2016) tên thật là Phan Hữu Lý, là một ca sĩ người Việt Nam. Ông được khán giả đánh giá là một trong những giọng ca được yêu thích nhất của dòng nhạc trữ tình Việt Nam từ sau 1975. Ông đã được Nhà nước phong tặng danh hiệu Nghệ sĩ ưu tú do có nhiều đóng góp cho nền âm nhạc Việt Nam.

## Tiểu sử
Quang Lý sinh ra trong một gia đình gốc Hải Phòng tại Bangkok. Năm 9 tuổi, ông theo gia đình về Việt Nam định cư ở Hải Phòng. Ông lập gia đình năm 25 tuổi. Những ngày đầu trong sự nghiệp hoạt động nghệ thuật, Quang Lý công tác tại Đài Tiếng nói Việt Nam, Đoàn ca múa nhạc Hải Phòng. Đầu những năm 70, ông tham gia vào Đoàn văn công Đài Phát Thanh Giải Phóng. Đến năm 1983, Quang Lý đưa gia đình vào Thành phố Hồ Chí Minh rồi làm việc tại đoàn ca múa nhạc Bông Sen cho đến bây giờ. Trong những năm qua, ông cũng làm công tác giảng dạy thanh nhạc tại Nhạc viện Thành phố Hồ Chí Minh.
Hơn 40 năm ca hát, ông vẫn luôn dành tình cảm cho những chiến sĩ năm xưa ngoài mặt trận. Những bản tình ca ông hát dường như không có tuổi, dù đã nghe bao nhiêu lần, nhưng những khán giả say mê giọng hát của Quang Lý vẫn muốn ông cất lên những lời bài ca cũ bằng chất giọng trầm ấm, trữ tình.
Năm 2004, NSƯT Quang Lý được mời có mặt trong Hội đồng Nghệ thuật xuyên suốt của chương trình Sao Mai Điểm Hẹn do Đài Truyền hình Việt Nam do VTV3 thực hiện. Bằng những lời góp ý chân tình, thẳng thắn, những nhận xét chuyên môn đúng đắn, ông đã phần nào góp công tìm ra những gương mặt thực tài mới cho nền âm nhạc Việt Nam.
Năm 2006, NSƯT Quang Lý phát hành album Vọng Âm Sóng. Khác với những album khác, thường lấy một ca khúc làm chủ đề album thì Nghệ sĩ ưu tú Quang Lý đã được nhà thơ Đỗ Trung Quân với vai trò là một người bạn đã tặng riêng cho ông đề tựa album với lời dẫn: "Sở hữu một giọng hát đẹp đến hiếm hoi, Nghệ sĩ ưu tú Quang Lý vẫn là một bảo đảm thuần nhã, trữ tình cho sự thể hiện những ca khúc danh tiếng của những tiếng sóng, của những dòng sông trôi qua album này".
Những ngày đầu tháng 11/2009, NSƯT Quang Lý đã cho ra mắt album mới của mình với tựa đề "Cung Trầm", đặc biệt trong album này có 8 bài hát do ông sáng tác, một bước ngoặt mới trên con đường nghệ thuật của ông.
Ông đột ngột qua đời lúc 9h sáng ngày 1 tháng 12 năm 2016 do nhồi máu cơ tim.

## Danh sách đĩa nhạc
- Tiếng hát Quang Lý – Nỗi nhớ mùa đông (1997)
- Cho em và cũng là cho anh (2006)
- Vọng âm sóng (2006)
- Mùa thu & nỗi nhớ